# Chancery Lane (Londons tunnelbana)
Chancery Lane är en station i Londons tunnelbana. Den ligger på Central line och har ingångar inom både  London Borough of Camden och City of London. Den öppnade 1900 och har fått sitt namn från den närliggande Chancery Lane. Stationen ligger mellan stationerna Holborn och St Paul's i korsningen mellan High Holborn, Hatton Garden och Gray's Inn Road, med tunnelbaneingångar som ger tillgång till biljetthall under gatan. Chancery Lane är en av de få tunnelbanestationer i London som inte har några tillhörande byggnader ovan jord. 

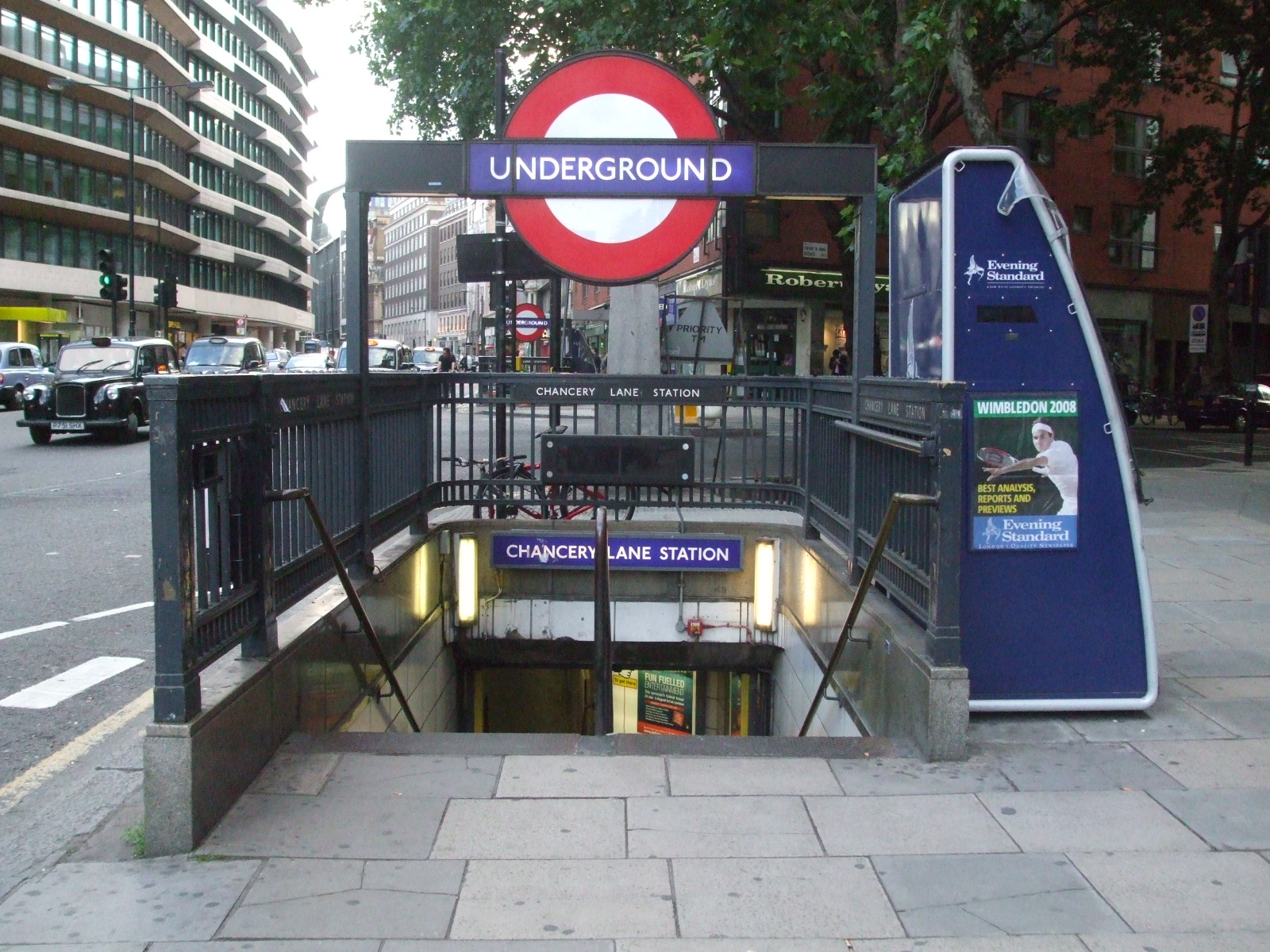
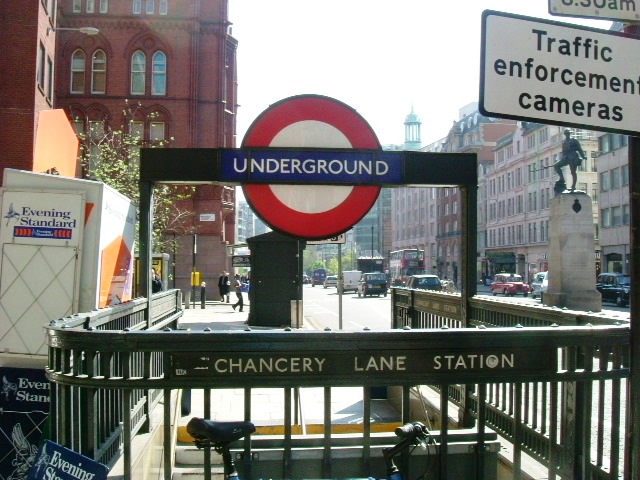
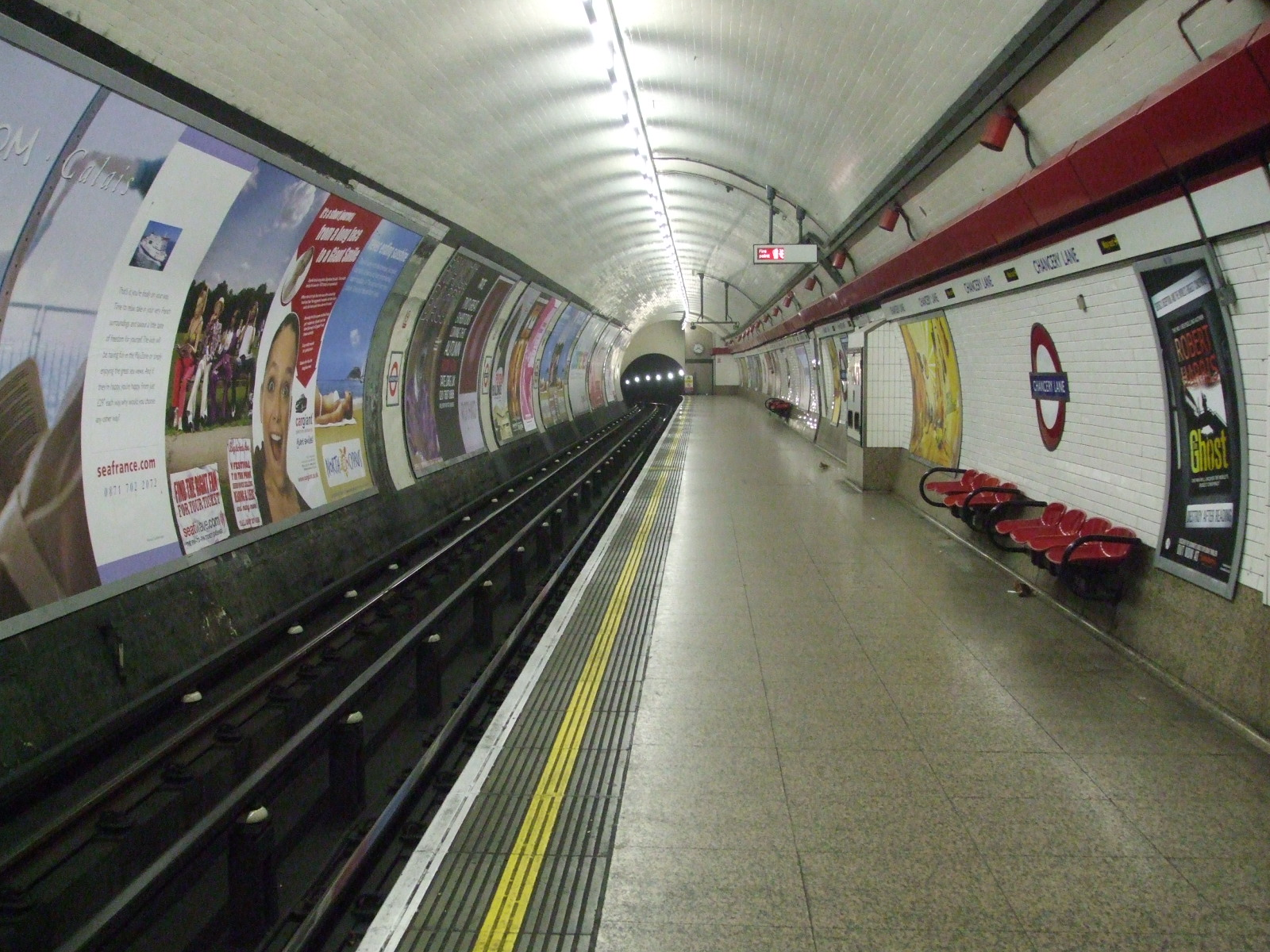
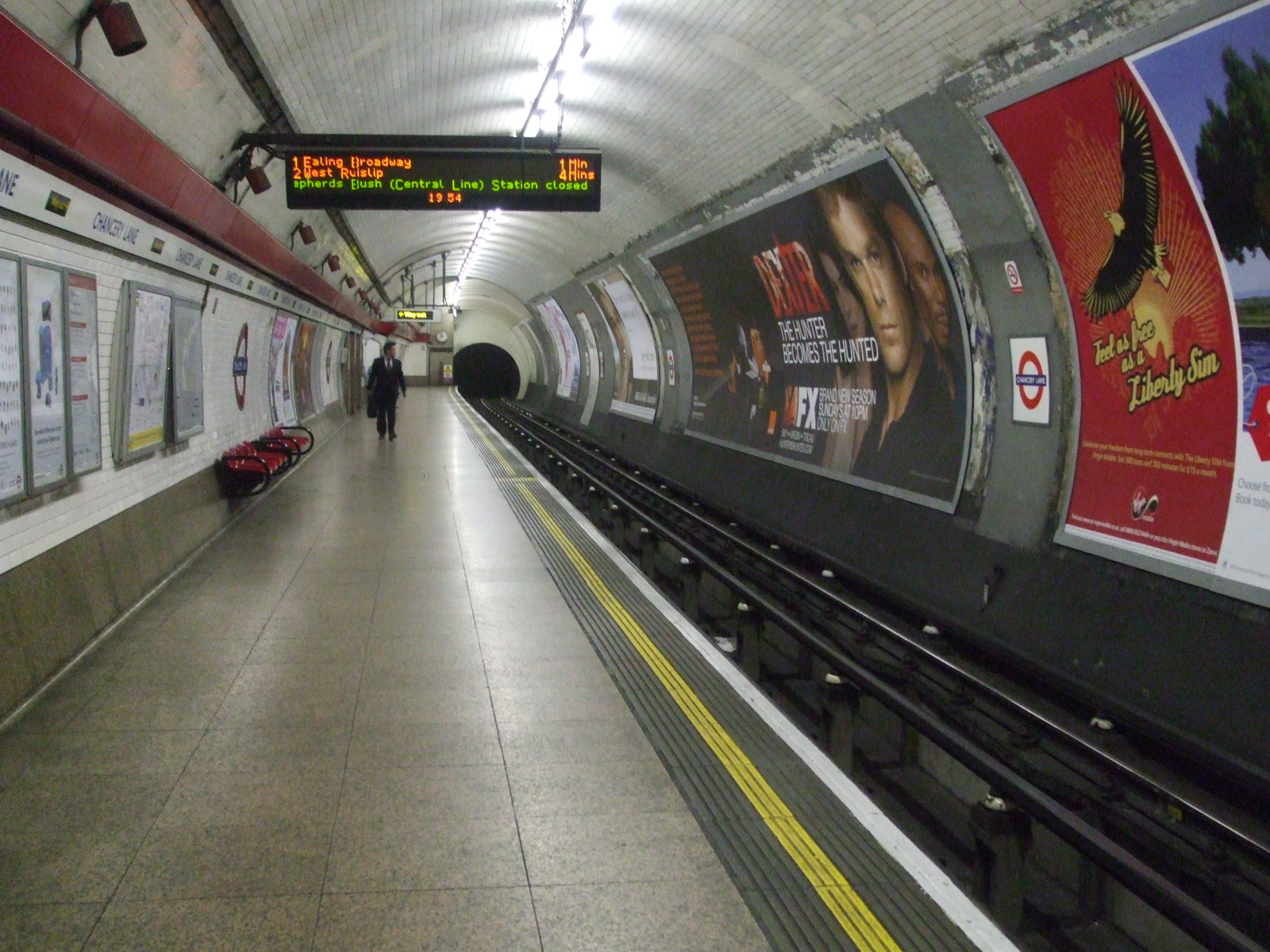